# Ulrich Matthias
Ulrich Matthias (né le 7 juin 1966 à Bad Pyrmont) est un auteur espérantiste allemand. 

## Biographie

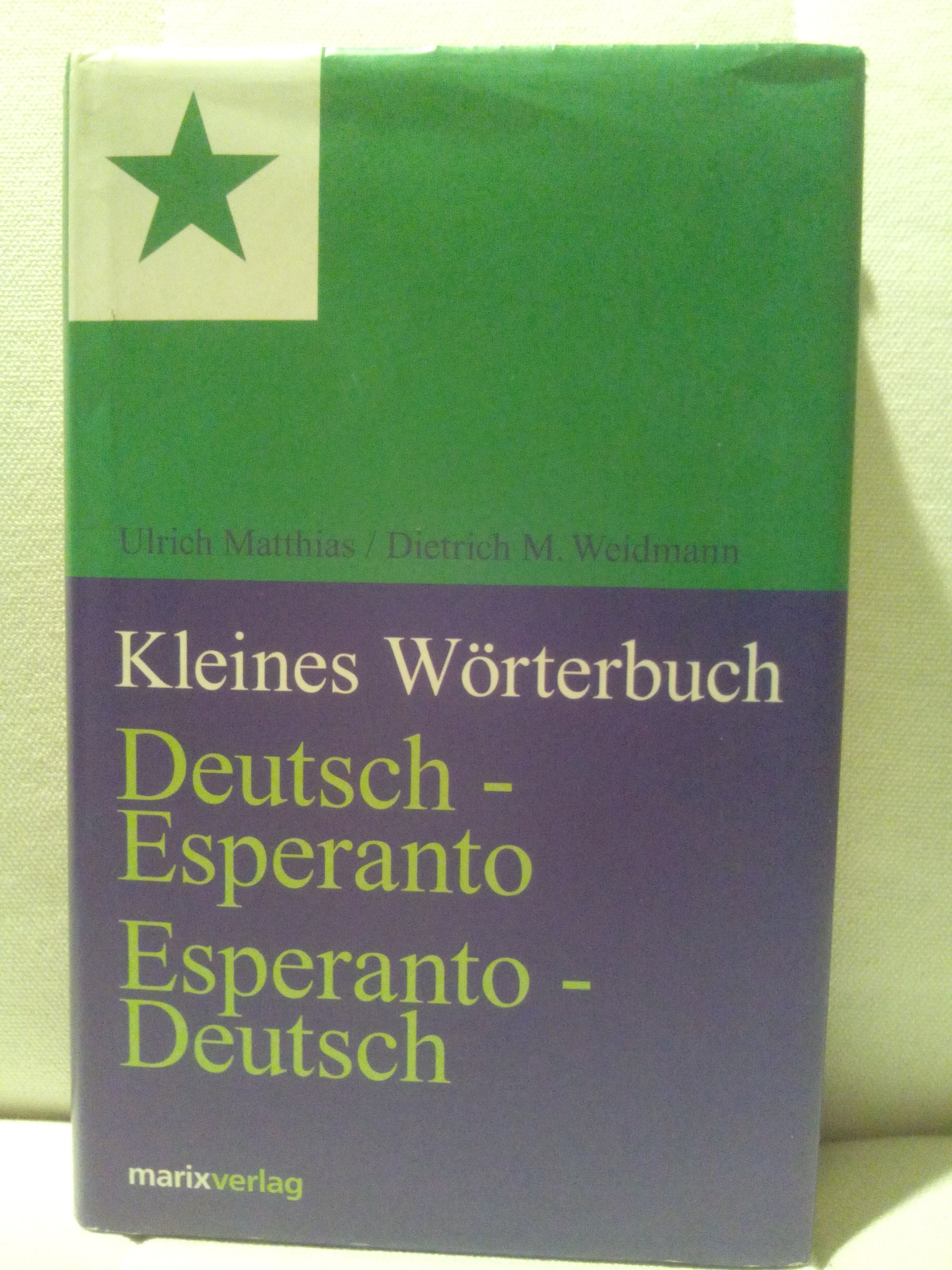
Dictionnaire pour germanophones, avec D. Weidmann, 2008

Il a appris l'espéranto à Heidelberg en 1986. Il a eu son doctorat de mathématique en 1994 et depuis 1996 travaille comme mathématicien en assurance à Wiesbaden.
Il publie en 1999 en allemand L'Espéranto - le nouveau latin de l'église dans lequel il propose et argumente l'espéranto comme outil de communication de l’ecclésial chrétien. Cet ouvrage est ensuite traduit en plusieurs langues.
En 2008, il dirige la rédaction du dictionnaire Kleines Wörterbuch Deutsch - Esperanto Esperanto - Deutsch (Petit dictionnaire allemand-espéranto - Espéranto-allemand sur la base du Weltsprachenwörterbuch de Dietrich M. Weidmann. Le dictionnaire comporte 30 000 racines et est publié chez Marix Verlag.
Vice-président du mouvement Europe Démocratie Espéranto Allemagne (EDE-Germanio) entre 2008 et 2010, il a participé aux élections européennes de 2009, en 3e position sur la liste nationale des candidats.
Après ces élections, il prend l'initiative de créer un parti espérantiste mondial Unu Mondo (Un monde - parti pour un seul monde).
Matthias est membre à vie de l'Académie internationale des sciences de Saint-Marin à Saint-Marin.